# Santi Gioacchino e Anna al Tuscolano (titolo cardinalizio)
Santi Gioacchino ed Anna al Tuscolano (in latino: Titulus Sanctorum Ioachimi et Annæ in regione Tusculana) è un titolo cardinalizio istituito da papa Giovanni Paolo II il 28 giugno 1988. Il titolo insiste sulla chiesa dei Santi Gioacchino e Anna, sita nella zona Torre Maura e sede parrocchiale dal 1º marzo 1982.
Dal 28 giugno 2018 il titolare è il cardinale Toribio Ticona Porco, prelato emerito di Corocoro.

## Titolari
- Hans Hermann Groër, O.S.B. (28 giugno 1988 - 24 marzo 2003 deceduto)
- Keith Michael Patrick O'Brien (21 ottobre 2003 - 19 marzo 2018 deceduto)
- Toribio Ticona Porco, dal 28 giugno 2018